# Rodzina Tofu
Rodzina Tofu (ang. The Tofus, 2004–2007) – kanadyjsko-francuski serial animowany. Twórcą serialu jest Bruno Bianchi.

## Opis fabuły
Jest to opowieść o rodzinie, która propaguje zdrową żywność i ekologiczne sprzęty domowe. Akcja odbywa się w niewielkim miasteczku Beauvillage. W skład rodziny wchodzą mama, tata, dwójka dzieci: Lola i Chichi oraz babcia Buba. Lola i Chichi chcą za wszelką cenę żyć jak każda normalna rodzina, jednak rodzice próbują chronić swoje potomstwo przed „szatańskimi” urządzeniami i niezdrową żywnością. Chichi i Lola mają także inne sprawy niż ich rodzice, np. spotykanie się z Philem i Lily. Tofusowie zawsze się kłócą z rodziną Hubbubów, lecz Lola kocha ich syna, Billy'ego.

## Bohaterowie

### Rodzina Tofu
- Pan Tofu – tata Chichiego i Loli Tofu. Zdecydowanie nie wierzy tak jak jego żona w Wielką Jedność. Spec od majsterkowania, choć nie zawsze mu wychodzi. Pragnie stworzyć robota zasilanego powietrzem. Ma kręcone brązowe włosy. W młodości był liderem kapeli, stąd dobrze gra na gitarze akustycznej.
- Pani Tofu – mama Chichiego i Loli Tofu. Wierzy w Wielką Jedność. Zawsze doradza dzieciom, jak unikać problemów. Jej ulubionym muzykiem jest jej mąż, a instrumentem gitara. Ma długie blond włosy.
- Chichi Tofu – najmłodszy z rodziny. Nie znosi rodziców za to, że nie mogą żyć normalnie. Jednak lubi swojego tatę i jego pomysły. Jego kumplem jest Phil. Ma przydługie blond włosy.
- Lola Tofu – starsza siostra Chichiego, podobnie jak on, chce żyć normalnie. Ma krótkie rude włosy. Kocha Billy’ego, syna sąsiadów. Ma przyjaciółkę Lilly.
- Buba Tofu – babcia Loli i Chichiego. Zawsze ma powiedzenia i sposoby na wszystko. W młodości była miss szkoły.

### Zwierzęta
- Suzie – koza rodziny Tofus.
- Carly – owca rodziny Tofus.
- Cracker – kogut rodziny Tofus.

### Hubbubowie
- Tytus Hubbub – sąsiad Tofusów. Ma pełno alarmów. Nienawidzi Tofusów.
- Beth Hubbub – żona Tytusa. Prowadzi Burger Palace.
- Billy – sąsiad Rodziny Tofu, lubi ich, podkochuje się w nim Lola.

### Przyjaciele
- Phil – przyjaciel ChiChiego.
- Lily – przyjaciółka Loli.
- Billy Hubbub – syn Tytusa. Lubi zwierzęta i przez to nie zawsze dogaduje się z ojcem. Podoba się Loli, a on woli siebie.

### Rywale
- Bezmózgie Cudaki/Nick, Dex i Archie – rozrabiają w szkole. Nienawidzą ChiChiego i Phila, próbują ich wrobić we wszystkie swoje przewinienia.
- Cherie – walczy z Lolą o Billy’ego.
- Chris – przygłupi rozrabiaka. Jego tata prowadzi sklep spożywczy.

### Pozostali
- Pani Starchy – kuratorka szkoły w mieście Beauvillage. Jest zła gdy w szkole idzie źle.
- Pan Workalot – szef pana Tofu. Jest szorstki dla pracownika.
- Ralph – przyjaciel pana Tofu.
- Bea – przyjaciółka pani Tofu. Interesuje się medytacją.
- Sydney – dyrektor szkoły. Zazwyczaj dla Chichiego i Loli jest miły.
- Pani Leftover – szkolna kucharka.
- April Smok – kujonka. Jest po uszy zakochana w ChiChim. Rzadko spędza czas z rodzicami, bo oni są zbyt dużo czasu zajęci i nie mają czasu dla córki. Przychodzi do Tofu, gdy zostaje sama w domu.
- Tata Chrisa – prowadzi sklep spożywczy. Często denerwuje się na syna.

## Wersja polska
Opracowanie: na zlecenie Jetix IZ-Text Katowice

Udźwiękowienie: Suprafilm

Tekst: Natalia Bartkowska

Udział wzięli:
- Magdalena Korczyńska – Pani Tofu
- Grażyna Czajkowska – Lola
- Anita Sajnóg – Chichi
- Wisława Świątek – Buba
- Mirosław Neinert – Pan Tofu
- Artur Święs – Billy Hubbab
- Dariusz Stach – Nick
- Izabella Malik –
  - Lily,
  - April,
  - Dex
- Ziemowit Pędziwiatr
- Ireneusz Załóg – Pan Hubbab
- Maciej Szklarz

## Odcinki
- Polska premiera serialu odbyła się 6 lutego 2006 roku w telewizji Jetix.
- W weekend 24 czerwca i 25 czerwca 2006 roku, pomiędzy godz. 12:15 a 16:00, był emitowany w TV Jetix maraton (10 odcinków) z przygodami Rodziny Tofu.
- Serial po raz ostatni w Jetix mogliśmy zobaczyć 1 grudnia 2006 roku.
- Premiera serialu w Jetix Play (odcinki 1-13) – 1 grudnia 2008 roku, z czego Jetix Play pomijał odcinek 4. Kolejne odcinki (14-26) były emitowane od 2 lutego 2009 roku.

### Spis odcinków
| Premiera odcinka | N/o | Polski tytuł                        | Angielski tytuł                       |
| ---------------- | --- | ----------------------------------- | ------------------------------------- |
|                  |     |                                     |                                       |
| SERIA PIERWSZA   |     |                                     |                                       |
|                  |     |                                     |                                       |
| 06.02.2006       | 01  | Tajniki Yang                        | Getting The Hang Of Yang              |
| 06.02.2006       | 01  | Beznadziejnie zakochana             | Lovesick                              |
|                  |     |                                     |                                       |
| 06.02.2006       | 02  | Hej, kto wyłączył światło?          | Hey, Who Turned Out The Lights        |
| 06.02.2006       | 02  | Płacz nad rozlanym mlekiem          | Crying Over Spilled Milk              |
|                  |     |                                     |                                       |
| 07.02.2006       | 03  | Kogut na posterunku                 | Rooster Crime Watch                   |
| 07.02.2006       | 03  | Tofu zoo                            | The Tofu Zoo                          |
|                  |     |                                     |                                       |
| 08.02.2006       | 04  | Chłopaki potrafią płakać            | Tough Guys Can Cry                    |
| 08.02.2006       | 04  | Wizyta Wielkiej Jedności            | The Visit Of The Great Oneness        |
|                  |     |                                     |                                       |
| 09.02.2006       | 05  | Panika na antenie                   | Prime Time Panic                      |
| 09.02.2006       | 05  | Hababmobil                          | Hubbubmobile                          |
|                  |     |                                     |                                       |
| 10.02.2006       | 06  | Eureka!                             | Eureka!                               |
| 10.02.2006       | 06  | Mów mi Tofu, April Tofu             | Just Call Me April Tofu               |
|                  |     |                                     |                                       |
| 13.02.2006       | 07  | Zielony Burger Palace               | The Greening Of Burger Palace         |
| 13.02.2006       | 07  | Ekstremalny bio-bełkot              | Extreme Bio-Babble                    |
|                  |     |                                     |                                       |
| 14.02.2006       | 08  | Ucieczka w Boże Narodzenie          | Running Away At Chrismas Time         |
| 14.02.2006       | 08  | Konkurs zjazdowy                    | Downhill Competition                  |
|                  |     |                                     |                                       |
| 15.02.2006       | 09  | Porwanie                            | Kidnapping                            |
| 15.02.2006       | 09  | Chichi’ego wielkie chlup            | Chichi’s Big Splash!                  |
|                  |     |                                     |                                       |
| 16.02.2006       | 10  | Kwestie mody                        | That Fashion Itch                     |
| 16.02.2006       | 10  | Chichi rajdowiec                    | Chichi The Speedster                  |
|                  |     |                                     |                                       |
| 17.02.2006       | 11  | Wyłącznie dla ptaków                | Strictly For The Birds                |
| 17.02.2006       | 11  | Pomidorowy szantaż                  | Tomato Blackmail                      |
|                  |     |                                     |                                       |
| 20.02.2006       | 12  | To z ciebie zrobi mężczyznę, synu!  | This’ll Make A Man Out Of You, Son!   |
| 20.02.2006       | 12  | Blues ze szkolnej stołówki          | School Dinner Blues                   |
|                  |     |                                     |                                       |
| 21.02.2006       | 13  | Oto prawdziwy Habab                 | That’s What I Call Hubbub             |
| 21.02.2006       | 13  | Arka Buby                           | Buba’s Ark                            |
|                  |     |                                     |                                       |
| 22.02.2006       | 14  | Areszt domowy                       | Locked In                             |
| 22.02.2006       | 14  | Wyjątkowe Walentynki                | A Whale Of A Valentine’s Day          |
|                  |     |                                     |                                       |
| 23.02.2006       | 15  | Narodziny gwiazdy                   | A Star Is Almost Born                 |
| 23.02.2006       | 15  | Zaoponowani                         | All Tyred Out                         |
|                  |     |                                     |                                       |
| 24.02.2006       | 16  | Miejska dżungla                     | Urban Jungle                          |
| 24.02.2006       | 16  | Pomylone Święto Wiosny              | The Wrong Rite Of Spring              |
|                  |     |                                     |                                       |
| 27.02.2006       | 17  | Tajny agent Tofu X-08               | Secret Agent Tofu X-08                |
| 27.02.2006       | 17  | Odmładzający kalafior               | Cauliflower Is Wasted On The Young    |
|                  |     |                                     |                                       |
| 28.02.2006       | 18  | Potwór z Beauvillage                | The Beast Of Beauvillage              |
| 28.02.2006       | 18  | Kamyczek z Góry Uluru               | The Pebble Of Mount Uluru             |
|                  |     |                                     |                                       |
| 01.03.2006       | 19  | Wielka ucieczka!                    | The Great Escape!                     |
| 01.03.2006       | 19  | Dmuchawa zen                        | Zen Blowpipe                          |
|                  |     |                                     |                                       |
| 02.03.2006       | 20  | Bezrobotny                          | Sacked!                               |
| 02.03.2006       | 20  | Urodziny                            | Fried Gift Inside!                    |
|                  |     |                                     |                                       |
| 03.03.2006       | 21  | Śmieciowy interes                   | Cash And Trash                        |
| 03.03.2006       | 21  | Misja cytryna                       | Lemon Confidential                    |
|                  |     |                                     |                                       |
| 06.03.2006       | 22  | Dyniowa zemsta                      | The Revenge Of The Pumpkins           |
| 06.03.2006       | 22  | Skarb rzeki w Beauvillage           | The Treasure Of The Beauvillage River |
|                  |     |                                     |                                       |
| 07.03.2006       | 23  | Inwazja robaków                     | When Worms Attack                     |
| 07.03.2006       | 23  | Operacja Biorytm                    | Operation Biorythm                    |
|                  |     |                                     |                                       |
| 08.03.2006       | 24  | Mikroczip i Makroowca               | Microchip Vs. Macrosheep              |
| 08.03.2006       | 24  | Dzieci z Megamiasta odwiedzają Tofu | Megacity Kids Go Tofu                 |
|                  |     |                                     |                                       |
| 09.03.2006       | 25  | Kamery, światła, kozy               | Lights, Camera, Goats                 |
| 09.03.2006       | 25  | Kim ty właściwie jesteś, tato?      | Just Who Are You, Pop?                |
|                  |     |                                     |                                       |
| 10.03.2006       | 26  | Szkolna wymówka                     | Out, Out, Fake Spot!                  |
| 10.03.2006       | 26  | Reklamowy zawrót głowy              | A Hair-Rising Model Shoot             |
|                  |     |                                     |                                       |

## Międzynarodowa emisja
| Kraj / Region | Stacja(e)                                                          | Tytuł serii w kraju |
| ------------- | ------------------------------------------------------------------ | ------------------- |
| Belgia        | Disney Channel Belgia i Holandia Jetix/Disney XD Belgia i Holandia | De Tofu's           |
| Czechy        | Jetix Jetix Play                                                   | Tofufovi The Tofus  |
| Kanada        | Teletoon                                                           | The Tofus           |
| Holandia      | Disney Channel Belgia i Holandia Jetix/Disney XD Belgia i Holandia | De Tofu's           |
| Mołdawia      | Jetix Jetix Play                                                   | Familia Tofu        |
| Polska        | Jetix Jetix Play                                                   | Rodzina Tofu        |
| Quebec        | Télétoon                                                           | Les Tofou           |
| Rosja         | Fox Kids/Jetix Jetix Play STS                                      | Семейка Тоффу       |
| Rumunia       | Jetix Jetix Play                                                   | Familia Tofu        |
| Turcja        | Jetix Jetix Play                                                   | Tofu ailesi         |
| WNP           | Jetix Jetix Play                                                   | Семейка Тоффу       |